# Distrito de Ağın
El distrito de Ağın es un distrito de la provincia de Elazığ, en Turquía. Su sede es la ciudad Ağın. Su superficie es de 242 km2, y su población es de 2.746 habitantes (2021). El distrito fue establecido en 1954.

## Composición
Hay 1 municipio en el distrito de Ağın:
- Ağın

Hay 16 pueblos en el distrito de Ağın:
- Altınayva
- Aşağıyabanlı
- Bademli
- Bahadırlar
- Balkayası
- Beyelması
- Demirçarık
- Dibekli
- Kaşpınar
- Modanlı
- Öğrendik
- Pulköy
- Samançay
- Saraycık
- Yedibağ
- Yenipayam

## Demografía
El distrito, a excepción del pueblo de Saraycık, está poblado por turcos. Saraycık está poblado por kurdos. Además, hay un par de pueblos alevíes en el distrito.